# Strumień (Prypeć)
Strumień – nazwa odnogi rzeki Prypeci na Ukrainie i Białorusi.
Rozpoczyna się od jeziornego rozlewu Prypeci – jeziora Nobel, jako lewa odnoga wypływającej zeń Prypeci, a kończy się pod Pińskiem, gdzie wpada do niego Pina (w starszych źródłach uważano, że to Strumień wpada do Piny, która dopiero dalej – jako Pina lub też Jasiołda, wpada do prawej odnogi Prypeci). Obecnie Strumień stanowi główną odnogę Prypeci i połączona rzeka za Pińskiem nosi nazwę Prypeć.
Przed II wojną światową i w czasie kampanii wrześniowej był częścią tzw. „morza pińskiego”, na którym działała polska Flotylla Rzeczna Marynarki Wojennej. Do 1939 r. znajdował się na terytorium Polski.